# وزارة محمد فاضل الجمالي الأولى
وزارة محمد فاضل الجمالي الأولى هي الحكومة العراقية الثامنة والأربعون، خلفت هذه الوزارة وزارة جميل المدفعي السابعة.
تشكلت الوزارة في 17 أيلول 1953 واستمرت إلى 27 شباط 1954 وتشكلت بعدها وزارة محمد فاضل الجمالي الثانية.

## التشكيلة الوزارية
تكونت الوزارة من الوزراء أدناه:
- رئيس الوزراء: محمد فاضل الجمالي، وكذلك وزير الداخلية بالوكالة
- نائب رئيس الوزراء: محمد علي محمود
- وزير الدفاع: حسين مكي خماس
- وزير الخارجية: عبد الله بكر
- وزير المالية: عبد الكريم الأزري
- وزير العدلية: جميل الأورفلي
- وزير الاقتصاد: عبد الرحمن الجليلي، استقال في 25 كانون الأول 1953، فشغل الوزير بلا وزارة صادق كمونة المنصب بالوكالة.[2][3]
- وزير المواصلات: عبد المجيد عباس
- وزير الشؤون الاجتماعية: حسن عبد الرحمن، استقال في 25 كانون الأول 1953، فشغل الوزير بلا وزارة محمد شفيق العاني المنصب بالوكالة.[3]
- وزير الزراعة: عبد الغني الدلي
- وزير الصحة: عبد الأمير علاوي
- وزير المعارف: عبد المجيد القصاب
- وزير الإعمار: علي حيدر سليمان
- وزراء بلا وزارة:
  - أركان عبادي
  - محمد شفيق العاني
  - رفائيل بطي
  - صادق كمونة